# Vincent Askew
Vincent Jerome Askew (Memphis, Tennessee, Estados Unidos, 28 de febrero de 1966) es un jugador de baloncesto profesional retirado que fue seleccionado en la segunda ronda del Draft de 1987 por Philadelphia 76ers. Proveniente de la Universidad de Memphis, Askew jugó nueve temporadas en la NBA para ocho equipos distintos.

## Trayectoria deportiva

### Universidad
Askew asistió al instituto Frayser antes de graduarse en la Universidad de Memphis. Lideraría al equipo de los Memphis Tigers durante la temporada 1984-85 squad. Askew fue uno de los jugadores más completos del equipo, capaz tanto de parar el juego como de correr al contraataque.
Después de la Final Four, Askew se situó en medio de los debates de la NCAA cuando se consideraba su traspaso a Kansas.
En octubre de 1986, Vincent Askew se vio envuelto en una posible transferencia a la Universidad de Kansas con el propósito de jugar allí al baloncesto. Pero finalmente no fue traspasado y volvió a la Universidad de Memphis. Mientras Askew estaba visitando a los Jayhawks, su entrenador de aqué entonces, Larry Brown le dio a Askew un billete de avión para volver a Memphis para ver a su abuela que estaba a punto de fallecer.
Los scouts de la NBA vieron en Askew a un jugador muy versátil, con gran talento y con un futuro NBA. Askew dejó a los Tigers después de tres temporadas, una decisión con la que no todo el mundo estaba de acuerdo.

### Carrera NBA
Askew fue seleccionado por los Philadelphia 76ers en la segunda ronda (39.º) del Draft de 1987. Prescindieron de él después de 14 partidos, entonces pasó tres semanas en los Washington Bullets, y más tarde pasaría a la Continental Basketball Association.
Volvería a la NBA con los Golden State Warriors a finales de la temporada de 1992, luego pasaría a Sacramento Kings durante una parte de la temporada, para jugar el resto en Seattle SuperSonics. Durante su cuatro años en Seattle, contribuyó con seis puntos, cuatro rebotes y dos asistencias por partido. Sería traspasado a New Jersey Nets, donde jugaría solo un partido, antes de ir a Indiana Pacers. Larry Brown explicó su fichaje diciendo "No conozco a muchos jugadores en la liga que sean mejores defensores que él, y no todo el mundo es tan desinteresado. No se preocupa de los minutos, no se preocupa de los tiros, sólo se preocupa de ganar".
También tuvo épocas en las que jugó para los Denver Nuggets y Portland Trail Blazers donde acabó su carrera en la temporada 1997-98.
Askew fue descrito como un jugador capaz de moverse bien por toda la pista y un gran defensor. Su máxima anotación en la NBA fueron 21 puntos. En su carrera NBA, Askew jugó 467 partidos anotando un total de 3.313 puntos. Promedió 7,1 puntos, 2,5 rebotes y 2,2 asistencias en 20 minutos por partido.

### Carrera fuera de la NBA
Es el único jugador nombrado MVP durante dos años consecutivos (1990 y 1991) en la Continental Basketball Association. Además estuvo durante una época en la World Basketball League.
Además jugó en Italia en la Serie A en el Arimo Bologna (1989) y en la Serie A2 jugando para el Emmezeta Udine (1990-1991) y para el Sidis Reggio Emilia (1992).
Después de la NBA, Askew tuvo algunas dificultades para establecerse. Algunas grabaciones europeas demostraban que llegó a firmar con hasta tres equipos pero se negó a jugar con ellos, finalizando en agosto de 2001 cuando firmó un contrato con Roseto a pesar de que no iría a Italia. Askew, según un informe de un ojeador de la Euroliga, "es un jugador que ha alcanzado finalmente la madurez. Vincent tiene mucho baloncesto aún en sus manos y quiere mostrar en Europa que es una persona fidedigna".

### Retiro
Después de su salida de Portland en 1998, Askew volvió a su hogar en Memphis, completando un grando en marketing y realizó algún scouting para el técnico de los Memphis, John Calipari, quien le introdujo su interés para entrenar.
Confió en George Karl, quien fuera su mentor durante mucho tiempo en los Sonics, y cruzó el charco. Askew fue a Europa donde entrenaría un equipo italiano durante tres años.
Askew tomaría el puesto de entrenador principal de la Academia Elliston Baptist en Memphis pero fue obligado a dejar el trabajo. Muchos de sus jugadores no estaban contentons con sus duros métodos de entrenamiento.
En 2004, Askew aceptó el puesto de entrenador en la Academia Cristiana Rossville. Askew de nuevo generó polémica a la hora de seleccionar sus jugadores, lo que supuso una violación de las normas de la Mississippi Private School Association (MPSA), pero Askew llevaría a los RCA Rebels a las finales estatales de la Class A.
En 2005, contactó con Michael Tuckman, propietario del equipo en expansión de la ABA Tacoma Navigators. Askew consiguió una oportunidad para mostrar sus habilidades como entrenador.
El 14 de agosto de 2008, Vincent Askew fue acusado de haber tenido sexo con una chica de 16 años en el hotel Ramada. Askew trabajó para la Escuela Gulliver en Miami, Florida en 2007. Askew fue candidato para ser el entrenador en Gulliver, sin embargo solo era un simple tutor cuando sucedió el incidente. La policía declaró que Askew dijo a la chica que él estaba reclutando jugadoras para el equipo femenino de baloncesto.